# Arthaz-Pont-Notre-Dame
Arthaz-Pont-Notre-Dame település Franciaországban, Haute-Savoie megyében. Lakosainak száma 1670 fő (2022. január 1.). Arthaz-Pont-Notre-Dame Bonne, Cranves-Sales, Étrembières, Monnetier-Mornex, Nangy, Reignier-Ésery és Vétraz-Monthoux községekkel határos.

## Népesség
A település népességének változása:
| Lakosok száma | 1351 | 1440 | 1543 | 1577 | 1600 | 1623 | 1646 | 1657 | 1670 |
|               | 2013 | 2015 | 2016 | 2017 | 2018 | 2019 | 2020 | 2021 | 2022 |